# Motore immobile (album)
| Recensione       | Giudizio |
| ---------------- | -------- |
| AllMusic         |          |
| OndaRock         | 7        |
| SentireAscoltare | 8.5      |

Motore immobile è il primo album in studio del musicista italiano Giusto Pio, pubblicato nel 1979.

## Descrizione
Il disco è prodotto da Franco Battiato, che presta la sua voce per la prima traccia, sotto lo pseudonimo di Martin Kleist. Inizialmente la parte vocale era stata affidata a Demetrio Stratos, che però non poté partecipare a causa della sua anemia.
L'album si caratterizza per un tappeto sonoro monolitico costituito da organo, voce, piano e violino che si intrecciano uno sull'altro. Il titolo, di matrice aristotelica, viene così spiegato da Pio: «Immaginiamo i meccanismi rotanti di un qualsiasi motore: man mano che ci si sposta dalla periferia al centro, verso il perno della ruota, diminuisce il movimento. Così spostandoci verso il centro di un suono diminuisce la sensazione dinamica, finché da un massimo di staticità si sprigiona un massimo di energia.» Il secondo brano, Ananta, quasi-citazione all'Ānanda induista, segue lo stile de L'Egitto prima delle sabbie di Battiato, con un alternarsi di arpeggi al pianoforte e lunghe pause con risonanze.
Motore immobile è stato ristampato in CD nel 1996 e nel 2004, sempre su etichetta Cramps, e in LP dalla Soave nel 2017, in due edizioni in vinile nero e trasparente.

## Tracce
1. Motore immobile – 17:05
2. Ananta – 13:59

Durata totale: 31:04

## Formazione
- Danilo Lorenzini – organo Hammond
- Michele Fedrigotti – organo Hammond, pianoforte
- Giusto Pio – violino
- Patti Tassini – arpa
- Martin Kleist (pseudonimo di Franco Battiato) – voce